# Молочай волинський
Молоча́й воли́нський (Euphorbia volhynica) — рідкісна багаторічна рослина родини молочайних. Третинний релікт, східноєвропейський ендемік, занесений до Червоної книги України. Перспективна декоративна рослина.
Згідно з Catalogue of Life, The Plant List і Plants of the World Online цей таксон є синонімом до Euphorbia illirica Lam..

## Опис
Трав'яниста рослина з сильно розгалуженим здерев'янілим кореневищем, гемікриптофіт. Одна особина може мати від 1 до 36 пагонів. Стебла дуже розгалужені від основи, прямостоячі, з пазушними квітконосами й численними неплідними гілочками під ними, 30-84 см заввишки, густо запушені. Листки довгасто-еліптичні, 1-7 см завдовжки й до 2 см завширшки. Квітки світло-жовті, забрані в густі щиткоподібні суцвіття завширшки 7-8 см. Кожне суцвіття складається з 2-103 квіток. Плід — стисненояйцеподібний тригорішок, густо запушений довгими волосками. Насінини 2,5-2,75 мм завдовжки.

## Екологія та поширення
Молочай волинський трапляється на узліссях, сухих схилах, вкритих чагарниками, у лучних степах, деінде — на відслоненнях вапняку. Ця рослина надає перевагу помірно зволоженим місцинам, зростає на лесоподібних суглинках і дерново-карбонатних ґрунтах.
Розмножується насінням. Квітне в травні-липні, плодоносить у липні-серпні. Насіннєва продуктивність становить 28-73%.
Ареал охоплює місцевості, які під час зледеніння не були вкриті шаром криги — Подільську і Волинську височини в межах Рівненської, Хмельницької, Тернопільської та Івано-Франківської областей України. У Волинській області трапляється зрідка. За межами України цей вид зафіксований лише у Молдові.

## Значення і статус виду
Вид має велику наукову цінність, оскільки є вузьким ендеміком України. В межах ареалу популяції спорадичні та нечисленні, складаються переважно з генеративних особин, що свідчить про погане відтворення. Винищенню сприяє будівництво, створення кар'єрів, надмірне випасання худоби, спалення сухої трави.
Молочай волинський охороняється у природному заповіднику «Медобори», національному парку «Подільські Товтри», заказниках «Касова гора» і «Олексюки», ландшафтному пам'ятнику «Дністровський каньйон».
Ця рослина утворює густі куртини і під час цвітіння вкривається безліччю квітів, що робить її дуже декоративною, втім у квітникарстві вид не використовується через те, що майже невідомий широкому загалу садівників. Побачити молочай волинський можна в колекції Національного дендрологічного парку «Софіївка».

## Синоніми
- Euphorbia illirica auct. non Lam.
- Euphorbia villosa auct. non Waldst. et Kit. ex Willd., p.p.
- Tithymalus volhynicus (Besser ex Racib.) Holub